# Lycoreus corpulentus
Lycoreus corpulentus es una especie de escarabajo del género Lycoreus, familia Elateridae. Fue descrita científicamente por Candèze en 1889.
Se distribuye por África Oriental: Madagascar. La especie mide aproximadamente 34 milímetros de longitud. Se cree que es la especie más popular del género por su tamaño y el patrón de colores.